# Veneno AntiMonotonia
Veneno AntiMonotonia é o quarto álbum de estúdio da cantora brasileira Cássia Eller, lançado em 1997. O álbum é uma homenagem ao cantor e compositor brasileiro Cazuza, com regravações de algumas de suas canções.

## Histórico
O álbum surgiu da admiração da cantora pelo compositor, posta ainda mais em voga após o sucesso de "Malandragem", música do disco Cássia Eller. Este disco repetiu o sucesso dos anteriores, sendo considerado o "auge da fase roqueira de Cássia Eller".

## Faixas
| N.º | Título                            | Compositor(es)                      | Duração |  |
| 1.  | "Brasil"                          | Cazuza, George Israel, Nilo Romero  | 4:10    |  |
| 2.  | "Blues da Piedade"                | Cazuza, Frejat                      | 4:14    |  |
| 3.  | "Obrigado (Por Ter Se Mandado)"   | Cazuza, Zé Luiz                     | 2:49    |  |
| 4.  | "Menina Mimada"                   | Cazuza, Maurício Barros             | 2:13    |  |
| 5.  | "Todo Amor Que Houver Nessa Vida" | Cazuza, Frejat                      | 3:47    |  |
| 6.  | "Billy Negão"                     | Cazuza, Maurício Barros, Guto Goffi | 4:07    |  |
| 7.  | "Bete Balanço"                    | Cazuza, Frejat                      | 4:07    |  |
| 8.  | "A Orelha de Eurídice"            | Cazuza                              | 1:51    |  |
| 9.  | "Só as Mães São Felizes"          | Cazuza, Frejat                      | 3:41    |  |
| 10. | "Ponto Fraco"                     | Cazuza, Frejat                      | 2:14    |  |
| 11. | "Por Que a Gente é Assim?"        | Cazuza, Frejat, Ezequiel Neves      | 3:06    |  |
| 12. | "Preciso Dizer Que Te Amo"        | Cazuza, Dé, Bebel Gilberto          | 4:00    |  |
| 13. | "Mal Nenhum"                      | Cazuza, Lobão                       | 4:34    |  |
| 14. | "Pro Dia Nascer Feliz"            | Cazuza, Frejat                      | 4:10    |  |

## Ficha técnica
Banda
- Cesinha – bateria e coro em "Ponto Fraco"
- Fernando Nunes – baixo e coro em "Ponto Fraco"
- Luciano Maurício – guitarra, violão, coro em "Ponto Fraco", cavaquinho e vocal em "Preciso Dizer que Te Amo"
- Walter Villaça – guitarra, violão e coro em "Ponto Fraco"

Músicos convidados
- Zé Carlos Bigorna – sax alto e tenor (faixas 1, 5 e 9)
- Henrique Bid – sax barítono (faixas 1, 5 e 9)
- Serginho Trombone – trombone (faixas 1, 5, 6 e 9) e arranjo de metais
- Bidinho e Paulinho Trompete – trompete (faixas 1, 5 e 9)
- Peninha – percussão em "Billy Negão"
- Sérgio Batata – coro em "Ponto Fraco" e efeitos em "Por que a Gente é Assim?"

Produção
- Cássia Eller, Cesinha, Fernando Nunes, Luciano Maurício e Walter Villaça – arranjos
- Waly Salomão – produção e conceito de capa
- Max Pierre – direção artística
- Rafael Borges – produção executiva
- Luiz Carlos Maluly – supervisão de produção
- Ronaldo Lima – gravação e mixagem
- Cláudio Farias, Douglas Silvino e Marco Hoffer – assistentes de gravação
- Ben-Hur Corrêa, Gabriel Pinheiro e Marco Aurélio – assistentes de mixagem
- Luiz Tornaghi e Rodrigo Lopes – masterização
- Reginaldo Ferreira e Sérgio Batata – roadies
- Gê Alves Pinto – coordenação gráfica e direção de arte
- Milton Montenegro – fotos
- Carolina Monza e Rafic Farah – projeto gráfico

## Certificações
| País          | Certificação | Vendas  |
| ------------- | ------------ | ------- |
| Brasil (ABPD) | —            | 120.000 |